# Saint-Just-près-Brioude
Saint-Just-près-Brioude este o comună în departamentul Haute-Loire, Franța. În 2009 avea o populație de 416 de locuitori.